# Saftūk-e Pā'īn
Saftūk-e Pā'īn (persiska: Saftūk Pā’īn, Saftūk-e Pā’īn, سفتوک پائين, Saftūq, Saftūk) är en ort i Iran.   Den ligger i provinsen Khorasan, i den östra delen av landet, 700 km öster om huvudstaden Teheran. Saftūk-e Pā'īn ligger 1 950 meter över havet och antalet invånare är 248.
Terrängen runt Saftūk-e Pā'īn är huvudsakligen kuperad, men åt sydväst är den bergig. Runt Saftūk-e Pā'īn är det glesbefolkat, med 10 invånare per kvadratkilometer. Närmaste större samhälle är Qā'en, 19,9 km öster om Saftūk-e Pā'īn. Omgivningarna runt Saftūk-e Pā'īn är i huvudsak ett öppet busklandskap.